# Hiroki Mizumoto
Hiroki Mizumoto (født 12. september 1985) er en japansk fodboldspiller.

## Japans fodboldlandshold
| Japans landshold | Japans landshold | Japans landshold |
| År               | Kmp              | Mål              |
| ---------------- | ---------------- | ---------------- |
| 2006             | 2                | 0                |
| 2007             | 0                | 0                |
| 2008             | 1                | 0                |
| 2009             | 0                | 0                |
| 2010             | 0                | 0                |
| 2011             | 0                | 0                |
| 2012             | 2                | 0                |
| 2013             | 0                | 0                |
| 2014             | 1                | 0                |
| 2015             |                  |                  |
| Total            | 6                | 0                |